# Lambunot (Simpang Tiga)
Lambunot is een bestuurslaag in het regentschap Aceh Besar van de provincie Atjeh, Indonesië. Lambunot telt 717 inwoners (volkstelling 2010).